# Nikema Williams
Pour les articles homonymes, voir Williams.
Nikema Williams, née le 30 juillet 1978 à Smiths Station, dans l'Alabama, est une femme politique américaine, membre de la Chambre des représentants des États-Unis, où elle représente le 5e district de Géorgie. Elle est également présidente du Parti démocrate de Géorgie et a été sénatrice de Georgie pour le 39e district.

## Jeunesse
Williams est originaire de Smiths Station, Alabama. Son père est un ancien chef de quartier et sa grand-tante, Autherine Lucy, a été une des premières étudiantes noires de l'Université de l'Alabama. Elle est diplômée du Talladega College, où elle devient membre d'Alpha Kappa Alpha et obtient un baccalauréat ès arts en biologie avant de s'installer à Atlanta, en Géorgie, en 2002.

## Carrière
Après avoir emménagé à Atlanta, Williams rejoint les Young Democrats of Georgia. Elle est ensuite vice-présidente des politiques publiques chez Planned Parenthood Southeast. En 2011, elle est élue première vice-présidente du Parti démocratique de Géorgie. Elle est ensuite  nommée présidente intérimaire du parti en 2013, à la suite de la démission de Mike Berlon (en).
Williams soutient les campagnes présidentielles de Barack Obama et est membre du Obama Victory Fund en 2012. Elle est reconnue comme l'une des meilleures chercheuses de fonds d'Obama au cours de ce cycle de campagne, amassant plus de 50 000 $ pour la campagne.
En 2017, Williams est élue au Sénat de l'État de Géorgie, lors d'une élection spéciale après la démission de Vincent Fort (en). Williams est l'une des 15 personnes arrêtées lors d'une manifestation contre la gestion de l'élection du gouverneur de Géorgie de 2018 au Capitole le 13 novembre 2018,. Les charges sont finalement abandonnées en juin 2019.
En janvier 2019, Williams est élue à la tête du Parti démocrate de Géorgie. Elle devient la première femme noire, la troisième femme et la deuxième personne afro-américaine à présider le parti.
Williams est l'un des nombreux membres de l'Assemblée générale de Géorgie à avoir été testée positive au COVID-19 après avoir été en contact avec un autre membre,.
Le 20 juillet 2020, à la suite du décès de John Lewis, Williams est choisie pour le remplacer au scrutin de novembre pour le 5e district de Géorgie aux élections de 2020. Elle affronte la candidate républicaine Angela Stanton-King (en) aux élections générales, et est fortement favorisée dans ce district à majorité noire fortement démocrate,. Une élection spéciale en septembre 2020 est déclenchée par le gouverneur de Géorgie, Brian Kemp, pour remplir le reste du 17e mandat de Lewis. Williams choisie de ne pas se présenter, préférant se concentrer sur son rôle de présidente du parti.
Le 3 novembre 2020, elle est élue à la Chambre des représentants des États-Unis face à Angela Stanton-King (en) avec 85 % des voix. Elle est réélue le 8 novembre 2022 et de nouveau le 5 novembre 2024.

## Vie privée
Le mari de Williams, Leslie Small, est un ancien assistant de John Lewis. Ils se sont rencontrés lors de la campagne pour les démocrates lors des élections de 2008. Ils ont un fils.